# Derriere Lagoon
Derriere Lagoon (dt.: „Hintere Lagune“) ist ein Ort im Quarter (Distrikt) Anse-la-Raye im Westen des Inselstaates St. Lucia in der Karibik. 

## Geographie
Der Ort liegt am Südhang über dem Tal des Roseau River am gleichnamigen Bach Ravine Derrière Lagoon. Er gehört noch zum Großraum von Roseau. Im Umkreis liegen die Siedlungen Jacmel, Jean Baptiste, Bois D’Inde, Morne Ciseaux, St. Lawrence und Fond Eau Rouge.

## Klima
Nach dem Köppen-Geiger-System zeichnet sich Derriere Lagoon durch ein tropisches Klima mit der Kurzbezeichnung Af aus.